# Friederike Haufe
Friederike Haufe ist eine deutsche Pianistin.

## Leben
Friederike Haufe konnte als jugendliche Preisträgerin des Wettbewerbs Jugend musiziert ein Klavierstudium an der Musikhochschule Bremen aufnehmen. Weitere Studien an den Musikhochschulen Köln und Lübeck unter anderem bei Aloys Kontarsky folgten. Dort erarbeitete sie sich ein Repertoire von der Klassik bis Stockhausen. Später wurden die virtuose romantische Klaviermusik und das Kunstlied ihr Schwerpunkt. Sie nahm dazu an Meisterkursen für Liedinterpretation bei Hartmut Höll teil. Es folgten zahlreiche Auftritte als Solistin und Liedbegleiterin.
In den Jahren 1997 und 1998 führten sie drei Konzertreisen nach Israel mit Auftritten in Jerusalem, Tel-Aviv und Haifa, und auf Einladung des Goethe-Instituts auch in die palästinensischen Autonomiegebiete mit Konzerten in Bethlehem, Ramallah und Ost-Jerusalem.
In Frankreich debütierte sie mit Robert Schumanns Kreisleriana am Théâtre du Châtelet in Paris. Als ausgewählte Pianistin spielte sie auf der „Legende“, dem Steinway-Konzertflügel von Vladimir Horowitz in Schwerin.

## Veröffentlichungen
Friederike Haufe veröffentlichte 2006 eine Duo-CD „Klavier zu 4 Händen“ im Medien Kontor Hamburg.

## Konzerte
Friederike Haufe tritt vor allem solistisch mit Liederabenden und im Duo zusammen mit Volker Ahmels auf. Schwerpunkt ihres Repertoires bildet die Romantik mit Robert und Clara Schumann sowie die sogenannten „verfemten Komponisten“.
Friederike Haufe entwickelte und realisierte konzeptionelle Konzertprogramme unter Einbeziehung von Komponistinnen, des Kunstliedes und der Sprechkunst. So wurde 1996 – im 100. Todesjahr von Clara Schumann – deren historisch überlieferter Konzertabend von 1863 am Originalschauplatz in Güstrow aufgeführt und 1997 als Hommage Hamburgs im „Brahms-Jahr“ zu dessen Geburtstag im Hotel Vier Jahreszeiten wiederholt.
Weitere Konzert-Highlights:
- 2006: Uraufführungen der beiden Fantasien für Orgelwalze KV 608 (Hamburg) und KV 594 (Schwerin) in der Fassung für 2 Klaviere von Prof. Franz Beyer (1956/2006), letztere gewidmet dem Duo Haufe-Ahmels
- 2005: Konzert für 2 Klaviere C-Dur BWV 1061 mit dem Kammerorchester der Mecklenburgischen Staatskapelle unter der Leitung von Johannes Moesus
- 2004: Tag des Gedenkens an die Opfer des Nationalsozialismus Deutscher Bundestag Berlin, Lieder mit Christfried Biebrach
- 2004: Uraufführung von „Adenoid im Gral“ für Klavier solo des italienischen Komponisten Paolo Colombo
- 2003–2002: Reisen nach Los Angeles und nach Cleveland als Solopianistin und im Klavier-Duo
- 2001: Gedenkstätte Yad Vashem Jerusalem, Liederabend mit Christfried Biebrach
- 2000: Konzerte in Prag und Theresienstadt anlässlich des 8. Mai (im Klavier-Duo, solistisch und als Liedbegleiterin)
- 1999: „Adieu 20. Jahrhundert“ in Darmstadt, im Klavier-Duo und solistisch

## Rundfunk- und Fernsehbeiträge
Der Regionalsender HAMBURG 1 sendete im März 1998 ein Porträt über sie und der NDR Radio Mecklenburg-Vorpommern eines im Mai 1998. Für das ZDF arbeitete Friederike Haufe als Pianistin für Playback-Einspielungen und als musikalische Beraterin für die sechsteilige ZDF-Fernsehserie „Unter einem Dach“ mit. Live-Übertragung bei Phoenix TV der Gedenkstunde des Deutschen Bundestages an die Opfer des Holocaust mit Liedern von Pavel Haas und Johannes Brahms.